# (120216) 2004 EW95
(120216) 2004 EW95 è un oggetto transnettuniano risonante nella fascia di Kuiper. Misura circa 291 chilometri di diametro. Ha più carbonio di quanto è tipico per gli oggetti nella fascia di Kuiper ed è il primo oggetto ad essere confermato con questa composizione in questa regione dello spazio. Si ritiene che abbia avuto origine in una zona più vicina al Sole, come la cintura principale degli asteroidi.

## Orbita
Come Plutone, 2004 EW95 è classificato come plutino in quanto rimane in risonanza 2:3 con Nettuno: per ogni 2 orbite compiute da un plutino, Nettuno orbita 3 volte.
2004 EW95 è attualmente a 27,0 AU dal Sole, ed ha raggiunto il suo perielio (26,98 AU) nell'aprile del 2018. Come Plutone, questo plutino passa parte della sua orbita più vicino al sole che a Nettuno anche se le loro orbite sono controllate da Nettuno.
È stato osservato 158 volte con un arco di osservazione di 13 anni e ha un parametro di incertezza dell'orbita di 2.

## Caratteristiche fisiche
2004 EW95 ha un'albedo piuttosto scura di 0,04,  in base alla quale è possibile supporre che il suo diametro sia di 291 km. Il suo spettro di riflettanza è notevolmente simile a quello degli asteroidi di tipo C, indicando che quest'oggetto si sia formato nello stesso ambiente degli asteroidi di tipo C che oggi si trovano nella fascia principale più esterna.

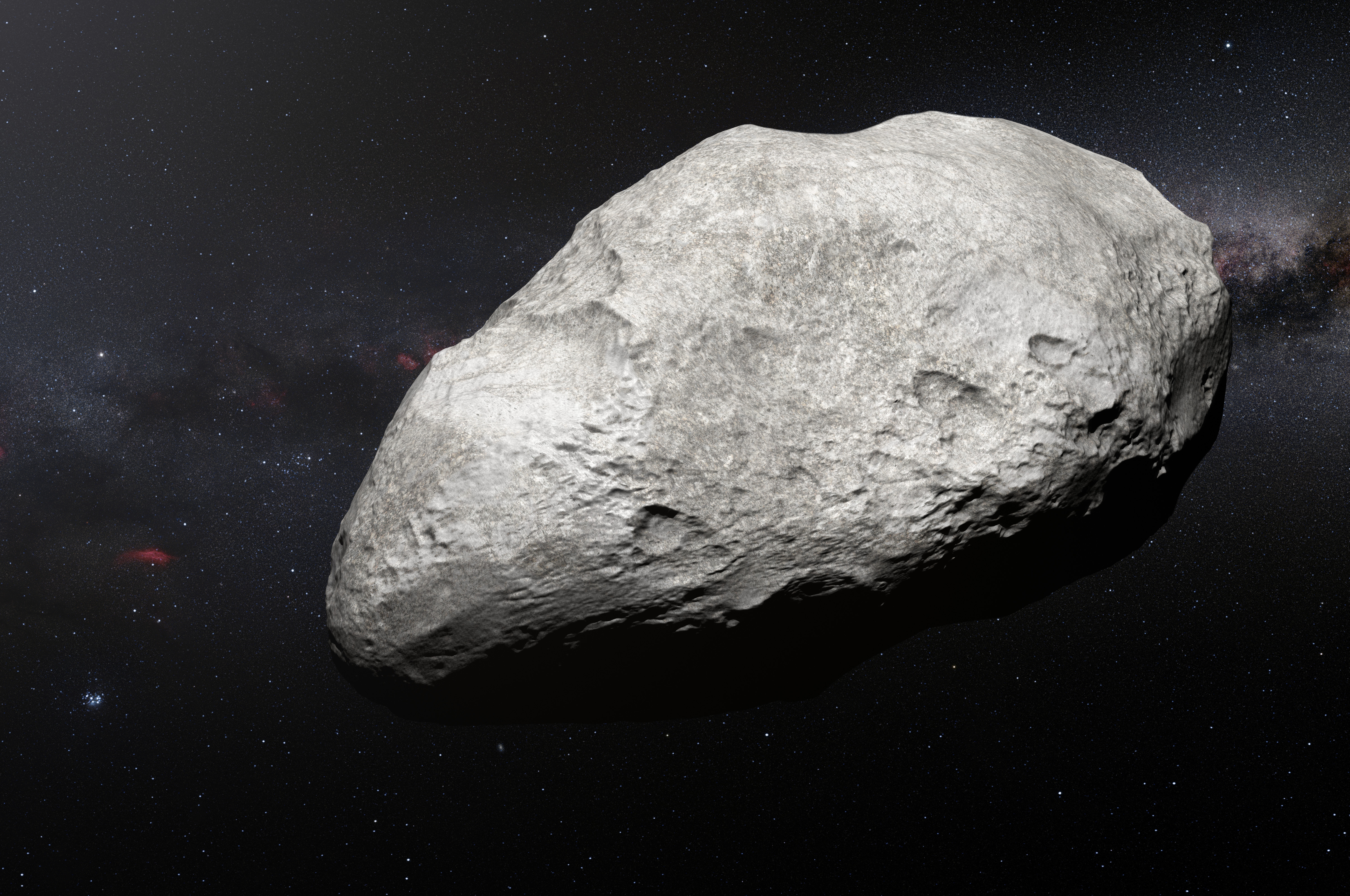
Rappresentazione artistica del plutino.

A differenza della maggior parte dei piccoli oggetti nella fascia di Kuiper osservati finora, lo spettro visibile di 2004 EW95 presenta due caratteristiche, associate rispettivamente agli ossidi ferrici e ai fillosilicati: la presenza di un fillosilicato nello spettro di un pianeta minore indica che la componente rocciosa della sua composizione è stata alterata dalla presenza di acqua liquida ad un certo punto dalla sua formazione. Affinché ciò possa essersi verificato nel corpo in questione, data la sua attuale orbita e la temperatura prossima a ~35K, sarebbero state necessarie quantità significative di energia termica. Sebbene questa energia potrebbe essere stata rilasciata da una collisione fortuita molto ampia, la forte somiglianza complessiva tra i moderni asteroidi di tipo C nella fascia esterna degli asteroidi e 2004 EW95 suggerisce che questi oggetti si siano formati nella stessa regione del disco protoplanetario del Sole primordiale, cioè molto più vicino alla stella e in una situazione di temperature più elevate.
L'ipotesi della grande virata prevede che i primitivi asteroidi di tipo C siano stati dispersi dalla loro posizione di formazione a causa delle migrazioni di Giove e Saturno e che molti siano stati iniettati nella fascia esterna degli asteroidi dove è possibile trovarli al giorno d'oggi. Con lo stesso meccanismo (e altri che risultano dalla formazione planetaria), le simulazioni mostrano che gli asteroidi di tipo C possono anche essere stati scagliati verso l'esterno nella regione transnettuniana, dove successivamente sarebbero stati catturati nelle risonanze del moto medio di Nettuno.